# Expedição 48
Expedição 48 foi uma expedição humana de longa duração na Estação Espacial Internacional. Ela teve início em 18 de junho de 2016, após a partida da nave Soyuz TMA-19M da ISS retornando três tripulantes da expedição anterior. A expedição foi composta por seis astronautas, três russos, dois norte-americanos e um japonês. Três deles já se encontravam a bordo da estação vindos da expedição anterior e os três membros restantes foram lançados a seu encontro em 7 de julho a bordo da Soyuz MS-01, completando a tripulação.
Ela encerrou-se às 21:51 (UTC) de 6 de setembro de 2016, com a desaclopagem da nave Soyuz TMA-20M, que trouxe de volta à Terra três de seus integrantes, enquanto os demais a bordo davam início à Expedição 49.

## Tripulação
| Posição             | Primeira parte (Junho de 2016) | Segunda parte (Julho até setembro de 2016) |
| ------------------- | ------------------------------ | ------------------------------------------ |
| Comandante          | Jeffrey Williams               | Jeffrey Williams                           |
| Engenheiro de voo 1 | Aleksei Ovchinin               | Aleksei Ovchinin                           |
| Engenheiro de voo 2 | Oleg Skripochka                | Oleg Skripochka                            |
| Engenheiro de voo 4 |                                | Anatoli Ivanishin                          |
| Engenheiro de voo 5 |                                | Takuya Onishi                              |
| Engenheira de voo 6 |                                | Kathleen Rubins                            |

## Insígnia
A insígnia da missão retrata os icônicos e gigantescos painéis solares da estação espacial brilhando à luz do Sol num céu cheio de estrelas, com a Lua e a Terra iluminando o limbo negro ao fundo, mostrando a tênue camada de atmosfera que protege a Terra. Seis estrelas conectadas ao raio solar brilhante representam os seis membros da tripulação, que tem seus nomes escritos em volta da fina linha azul que fecha ovaladamente a borda do desenho.

## Missão
Entre as mais de 250 experiências científicas realizadas nesta expedição, estão experimentos na área de Biologia, Ciências da terra, pesquisas humanas, Ciências físicas e desenvolvimento de novas tecnologias. A impressão em 3D em gravidade zero também será experimentada. Também foram feitos estudos na área de biomecânica, crescimento de grãos e sementes em gravidade controlada e sequenciamento de biomoléculas no espaço. Durante sua duração ela foivisitada por três naves não-tripuladas Progress MS, uma nave Dragon SpX-9 e uma nave Cygnus.
Também estava previsto que a tripulação instalasse o novo adaptador universal de acoplagem, que irá permitir a futura atracação de naves comerciais norte-americanas ou de parceiros internacionais do projeto. O adaptador, que foi levado até a ISS por uma nave não-tripulada Dragon SpaceX, com seu sistema de medidas ajustáveis de atracação, permitirá futuramente que qualquer nave, mesmo as ainda não construídas e as construídas pela iniciativa privada, possam acoplar à ISS sem problemas de incompatibilidade de bocal.
No começo de julho, uma nave-não tripulada Progress MS, as do novo modelo da Soyuz cuja versão para missões humanas levou à ISS dias depois os três membros restantes da expedição, realizou um pequeno teste de voo sendo desacoplada automaticamente do módulo Pirs, afastada cerca de 180 m da ISS e reacoplando cerca de 30 minutos depois por controle manual feito pelos cosmonautas Ovchinin e Skripochka de dentro da ISS; este teste permitiu o uso de um novo sistema de acoplamento manual modernizado instalado dentro do segmento russo da estação para as novas naves tipo MS, com a verificação do funcionamento de um novo software e de um novo conversor de sinais incorporado para acoplagens manuais futuras tanto das naves MS não-tripuladas Progress, que levam mantimentos e equipamento à estação, quanto das MS tripuladas, em caso de problemas que possam ocorrer com o sistema automático de acoplagem Kurs existente nas Soyuz.
Duas caminhadas espaciais foram realizadas pelos astronautas Williams e Rubins, em agosto e setembro, para serviços de manutenção da estrutura externa, instalação de novas câmeras de televisão de alta-definição e a instalação dos adaptadores universais de aclopagem, localizados na extremidade dianteira do módulo Harmony. Ela encerrou-se às 21:51 (UTC) de 6 de setembro de 2016 com a desacoplagem do módulo Poisk da espaçonave Soyuz TMA-20M, que retornou à Terra com seus três tripulantes, enquanto os três astronautas restantes davam início à Expedição 49.

## Galeria

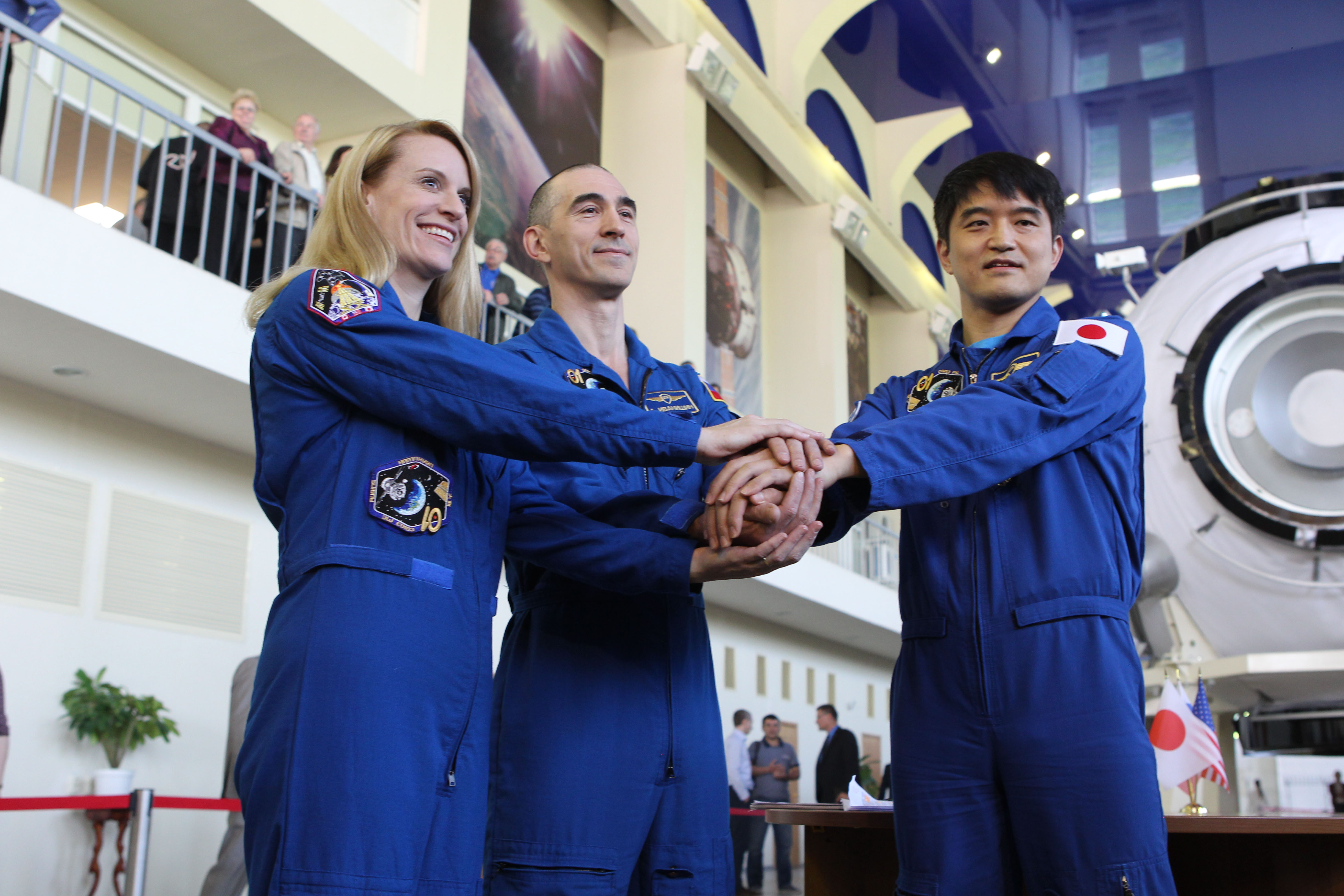
Rubins, Ivanishin e Onishi ao final dos treinamentos na Cidade das Estrelas.
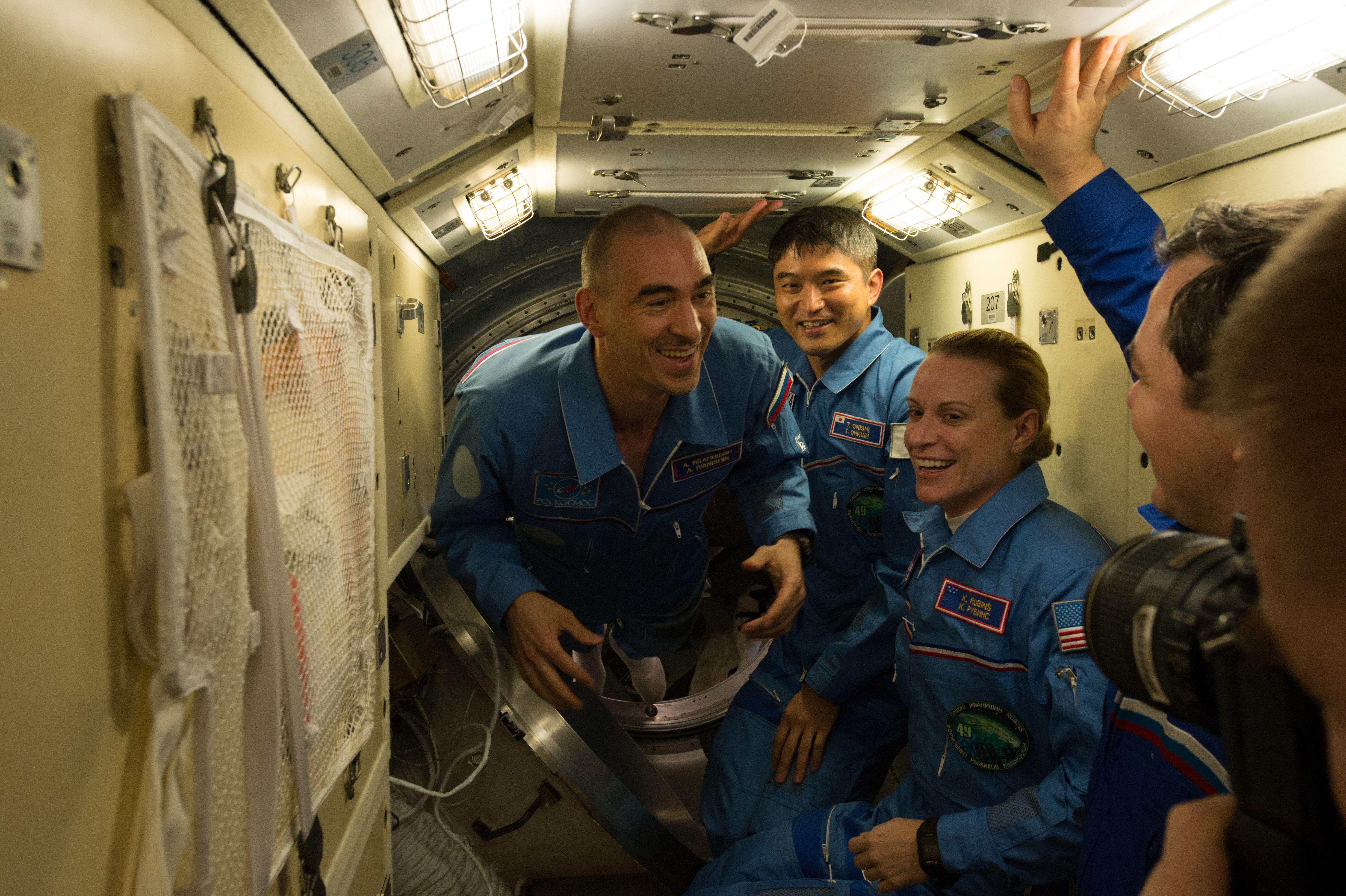
Cerimônia de boas-vindas entre as duas tripulações das Soyuz que compoem a Expedição.
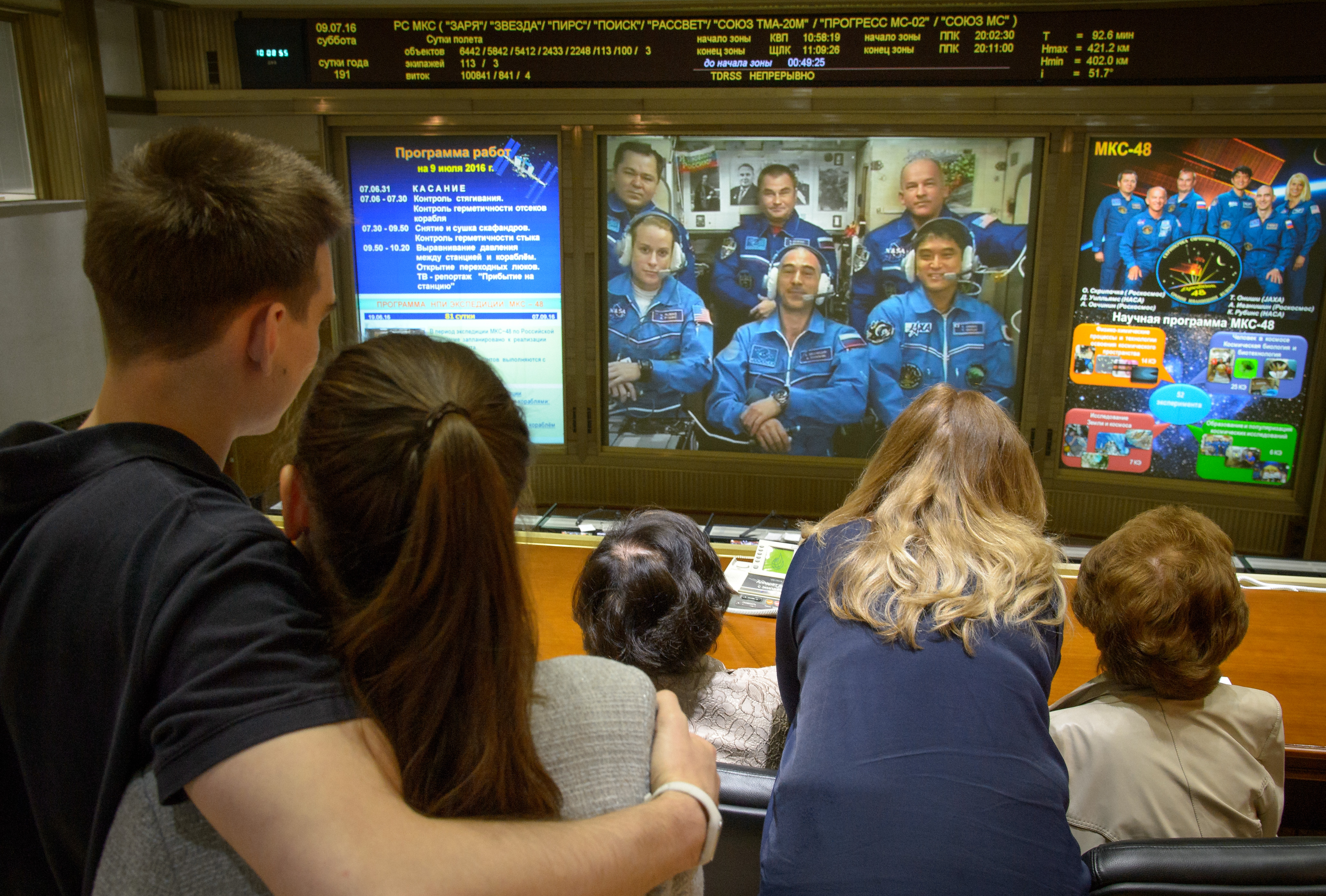
No Centro de Controle em Moscou, familiares assitem à primeira transmissão da tripulação completa, após a chegada da Soyuz MS-01.
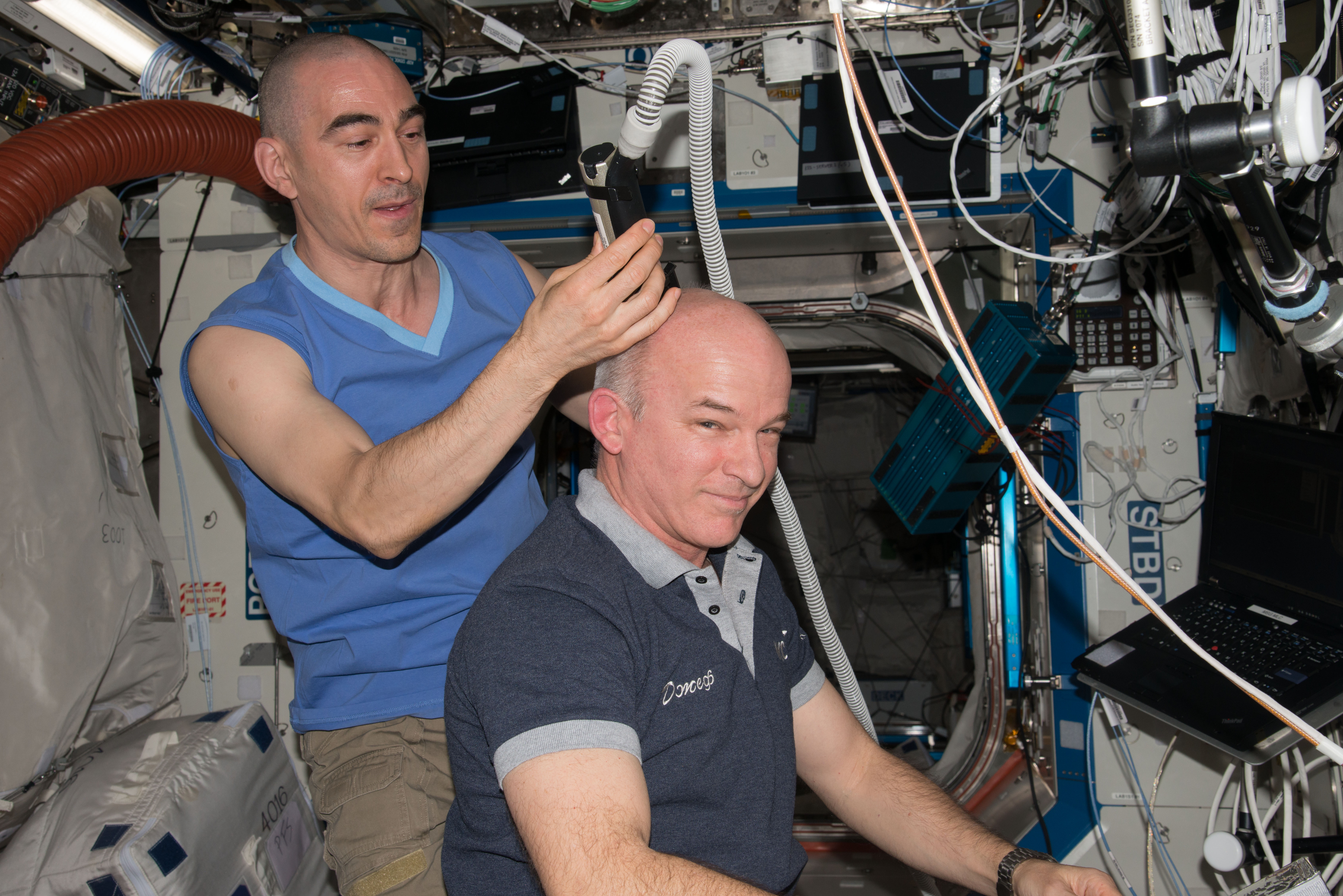
Jeff Williams recebe um corte de cabelo no módulo Destiny.
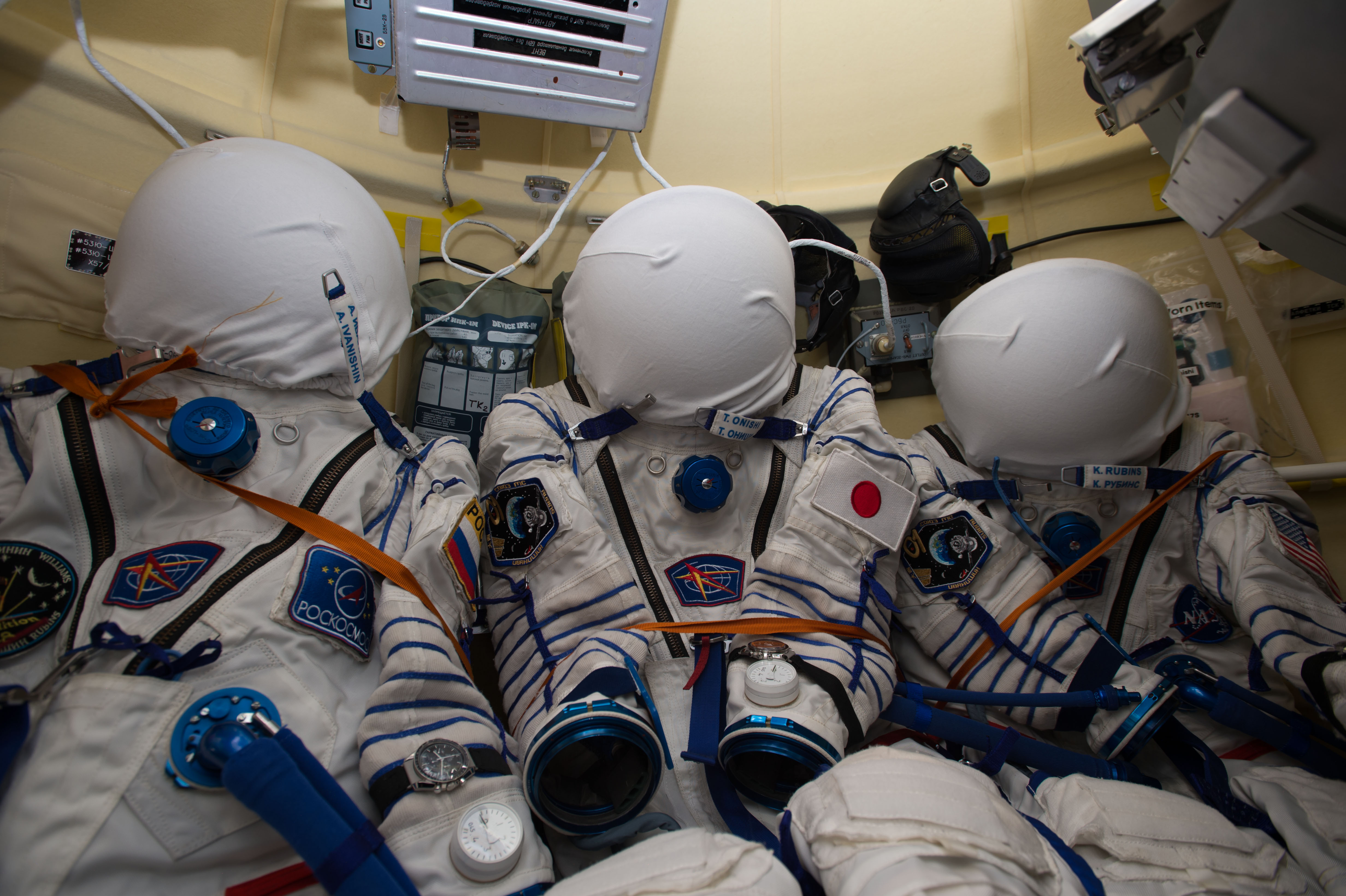
Trajes espaciais russos Sokol estocados na Soyuz MS-01 acoplada à ISS.
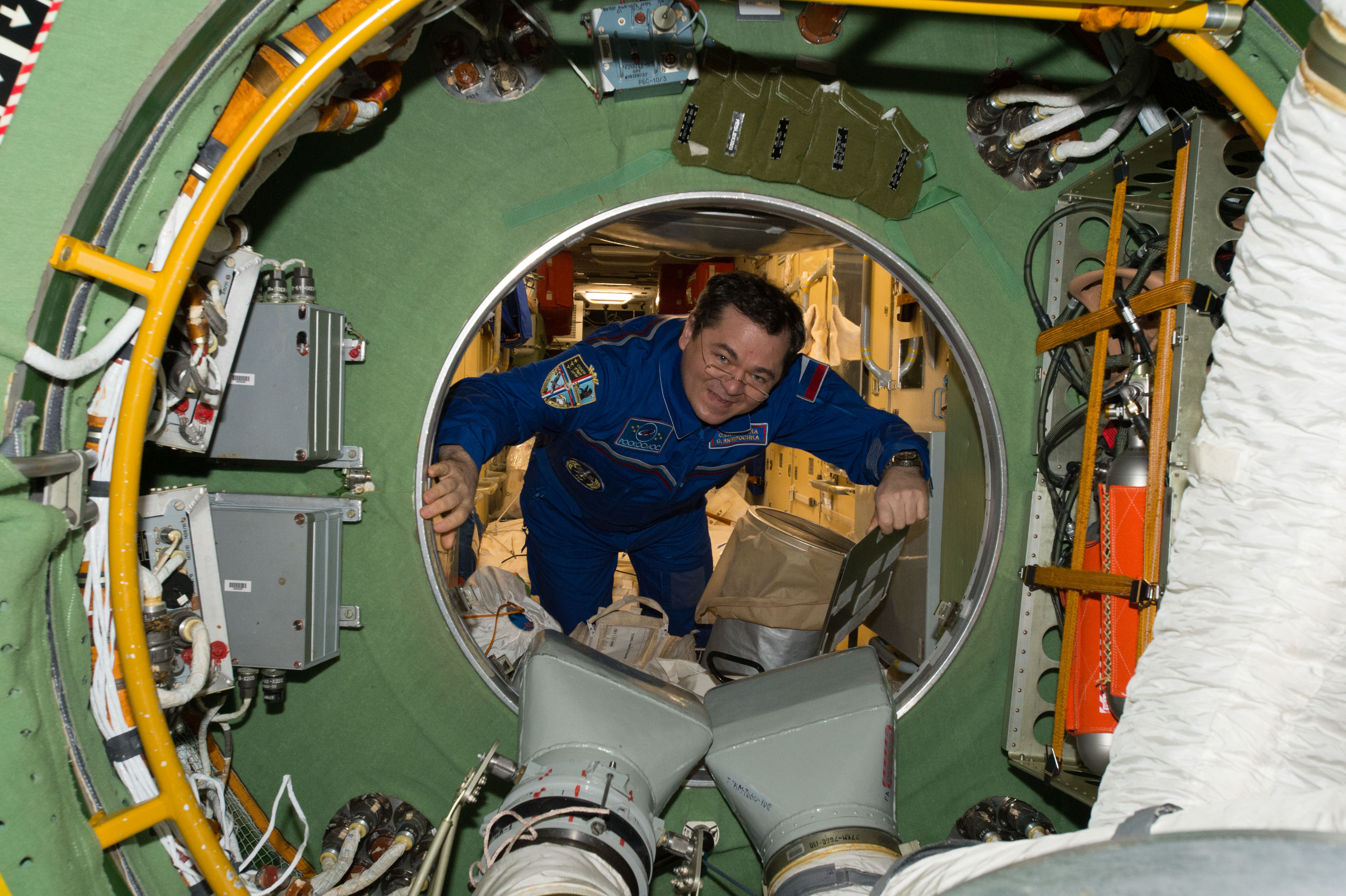
Cosmonauta Skripochka flutua no módulo Zarya.